# Mačvanski Pričinović
Mačvanski Pričinović (cyr. Мачвански Причиновић) – wieś w Serbii, w okręgu maczwańskim, w mieście Šabac. W 2011 roku liczyła 1576 mieszkańców.